# 1988 RU6
1988 RU6 är en asteroid i huvudbältet som upptäcktes den 8 september 1988 av den belgiske astronomen Henri Debehogne vid La Silla-observatoriet.
Asteroiden har en diameter på ungefär 9 kilometer och den tillhör asteroidgruppen Misa.